# Премія «Оскар» за найкращий міжнародний повнометражний фільм
Премія «Оскар» за найкращий міжнародний повнометражний фільм — престижна нагорода Американської академії кіномистецтв.

## Історія
23 квітня 2019 року Радою керівників Академії внесені зміни до правил:
- назву категорії «Найкращий фільм іноземною мовою» (англ. Best Foreign Language Film) змінено на «Найкращий міжнародний повнометражний фільм» (англ. Best International Feature Film)

Коли 1929 року провели першу церемонію нагородження Академії, жоден іноземний фільм не було відзначено нагородою. На початку післявоєнного періоду (1947—1955) вісім іноземних фільмів отримали спеціальні чи почесні нагороди. Лідер Академії та член ради директорів Жан Гершольт стверджував, що «міжнародна премія, якщо правильно і ретельно відібрана, буде сприяти розвитку тісніших відносин між американськими та кіномитцями з інших країн».

Головна нагорода кінопремії «Оскар»

Першим фільмом іноземною мовою відзначеним такою нагородою була драма італійського неореалізму «Шуша», чия оцінка була такою: «Висока якість цього кіно, залучена до красномовного життя в країні, травмованої війною, є доказом всьому світу, що Творчий дух може тріумфувати над тяжким становищем». У наступні роки аналогічні нагороди отримали сім інших фільмів: один з Італії («Викрадачі велосипедів»), два з Франції («Мосьє Вінсент» і «Заборонені ігри»), три з Японії («Расемон», «Брама пекла» і «Самурай: Шлях воїна»), а також спільного франко-італійського виробництва («Біля стін Малапаги»). Ці нагороди, однак, були роздані на розсуд журі, а не на регулярній основі, і не є конкурентоспроможними оскільки не було інших кандидатів, а просто одна перемога фільму на рік.
Окрему категорію для фільмів іноземною (не англійською) мовою було створено в 1956 році як Премію «Оскар» за найкращий фільм іноземною мовою. Вона вручалась щорічно, починаючи з 1948 року. Першим лауреатом була драма італійського неореалізму «Дорога», яка допомогла Федеріко Фелліні стати одним з найважливіших європейських режисерів.